# Дворцовое селение
Дворцовое селение — селение (волость, село, деревня или пустошь), хозяйственное функционирование которым с XVI века находилось в ведении Приказа Большого дворца.
Дворцовые селения населялись дворцовыми крестьянами, которые платили подати в княжескую, великокняжескую, царскую, а затем и в имперскую казну, законодательством Екатерины Второй дворцовые крестьяне были отнесены к состоянию свободных сельских обывателей .
До 1534 года этим термином обозначались все домениальные (великокняжеские) земли, которые находились в личном управлении верховного правителя — великого князя. Даже после  коронации в  1547 году первого русского царя — Ивана Грозного, когда все земли Русского царства стали его собственностью, фонд дворцовых земель оставался социальной опорой царей.
Дворцовые селения известны еще со времен первых Рюриковичей.
Постепенно дворцовые волости давались (дача, передавались, раздавались) в частное владение помещикам и вотчинникам, часто в награду за верную службу государю.
В 1721 году дворцовые земли перешли в управление Дворцовой канцелярии.
При Павле I, в 1797 году дворцовые селения получили название удельных.